# Болі Болінголі-Мбомбо
Болі Болінголі-Мбомбо (фр. Boli Bolingoli-Mbombo, нар. 1 липня 1995, Антверпен) — бельгійський футболіст, лівий захисник клубу «Стандард» (Льєж).
Двоюрідний брат інших бельгійських футболістів африканського походження Джордана і Ромелу Лукаку.

## Ігрова кар'єра
Народився 1 липня 1995 року в місті Антверпен. Вихованець футбольної школи клубу «Брюгге». Дорослу футбольну кар'єру розпочав 26 липня 2013 року в основній команді того ж клубу, вийшовши на заміну наприкінці першої гри сезону проти «Шарлеруа».

## Титули і досягнення
- Чемпіон Бельгії (1):

«Брюгге»:  2015–16
- Володар Кубка Бельгії (1):

«Брюгге»:  2014–15
- Володар Суперкубка Бельгії (1):

«Брюгге»:  2016
- Володар Кубка шотландської ліги (2):

«Селтік»: 2019–20, 2021–22
- Чемпіон Шотландії (2):

«Селтік»: 2019–20, 2021–22